# Cụm phương ngữ Okinoerabu
Cụm phương ngữ Okinoerabu (島ムニ Shimamuni), hay Oki-no-Erabu, là một cụm phương ngữ nói trên đảo Okinoerabu, tỉnh Kagoshima miền tây nam Nhật Bản. Đây là một ngôn ngữ trong nhóm Amami–Okinawa, thuộc ngữ hệ Nhật Bản.

## Phương ngữ

Đường đồng ngữ

Cụm phương ngữ Okinoerabu được chia ra hai nhóm:
- Okinoerabu Đông
- Okinoerabu Tây

Biên giới ngôn ngữ giữa Okinoerabu Tây và Đông xấp xỉ biên giới hành chính giữa Wadomari (đông) và China (tây). Thêm vào đó, cộng đồng Kunigami (thuộc Okinoerabu Đông, đừng lầm với tiếng Okinawa Bắc, cũng gọi là tiếng Kunigami) lưu giữ nguyên âm giữa, một điểm chia sẻ với phương ngôn Amami Bắc. Ví dụ, [nɨː] ("rễ", tiếng Nhật chuẩn 根 /ne/) phân biệt với [niː] ("đồ đạt", tiếng Nhật chuẩn 荷 /ni/). Cộng đồng tây bắc Tamina có hệ thống trọng âm riêng biệt.